# 新倫敦 (新罕布什爾州)
新倫敦（英語：New London）是一個位於美國新罕布什爾州梅里馬克縣的鎮。

## 人口
根據2020年美國人口普查的數據，新倫敦的面積為65.84平方千米，當中陸地面積為57.86平方千米，而水域面積為7.98平方千米。當地共有人口4400人，而人口密度為每平方千米67人。